# Batalla de Gaixian
La batalla de Gaixian va ser una batalla xinesa ocorreguda el 202 aC que va suposar el final de la disputa Chu-Han, perllongada lluita entre els generals rivals Liu Bang i Xiang Yu pel domini del país després de la caiguda de la dinastia Qin. Aquest enfrontament va marcar un significatius punt d'inflexió en la història de la Xina, moment en el qual la desunió i les lluites internes van donar pas a un ordre imperial. La batalla va resultar en victòria per a les forces Han encapçalades per Liu Bang, que posteriorment es convertiria en emperador de la Xina, sobre els seus oponents Chu.

## Antecedents

### Contendents
Poc després de la mort del primer emperador, en el 210 aC, el govern de la dinastia Qin es va enfrontar a diverses rebel·lions. Finalment, van destacar dos homes entre els líders rebels: Xiang Yu, descendent d'una línia hereditària de generals del regne de Chu, que estava en el vall del Iang-Tsé al comandament de la força militar més poderosa i comptava amb la lleialtat de la major part de la resta dels caps; i Liu Bang, antic funcionari de la dinastia Qin d'origen humil que va liderar les tropes que van prendre la capital, Xingyang (prop de l'actual Xian). Xian Yu va assignar el regne a 18 líders rebels, reservant-se per a si la primera posició entre aquests amb el títol de rei hegemònic de Chu occidental. Va obligar a Liu Bang a evacuar la regió i a traslladar les seves forces al sud, cap a la vall del riu Han, on el seria monarca del regne de Han. Mesos més tard, l'estiu de l'any 206 aC, Liu Yang va aprofitar la distracció del seu rival per a recuperar el territori d'aquest entorn de Xingyang, començant així la guerra entre ambdós capdavanters.

### La disputa Chu-Han
Després d'assegurar-se la regió en alta entorn de Xianyang, Liu Bang es va desplaçar a l'est per a disputar-se amb Xiang Yu el mandat de la Xina del nord. Durant anys, ambdós bàndols van lluitar pel control de diverses posicions fortificades a Xingyang, Cheng-gao i Gongxian, al sud del riu Groc (avui en dia a Henan). Mentre que Xiang Yu es va centrar a atacar de front aquestes posicions, Liu Bang n'envià al general Han Xin per a derrotar els aliats del rei hegemònic del nord del riu Groc, a més de subornar a altre aliat del regne de Chu que tenia una posició clau en la vall del Iang-Tsé, i enviar al seu propi aliat, Peng Ye, a fustigar les línies de subministraments que s'estenien cap a l'est, arribant al campament de Xiang Yu, en les actuals Jiangsu i Anhui. A la tardor del 203 aC, aquesta estratègia va deixar a les forces Chu afeblides, abatudes i sense tot just provisions. Per aquest motiu, Xiang Yu va arribar a un acord per a dividir l'imperi amb el seu enemic i es va retirar a l'est, tenint com capital Pengcheng.

## Batalla
Els consellers de Liu Bang el convenceren que trenqués el pacte i perseguís l'exèrcit del seu rival. Després que li prengueren la davantera a Guling, Xian Yu va carregar sobre els seus perseguidors i els va enviar a la defensiva, però quan les tropes liderades per Han Xin, Peng Yu i altres aliats de Han van coincidir en l'àrea, les faccions contra els Chu van envoltar a aquest exèrcit en la ciutat de Gaixian, aproximadament a 32 quilòmetres a l'est de Guzhen (Anhui). En eixe lloc s'enfrontaren 100.000 soldats de Chu contra altres 300.000 de Han.
Els han es van desplegar en blocs, liderant Han Xin el centre del primer graó. La primera escomesa del general Han fou rebutjada, però les divisions dels flancs de l'esquerra i de la dreta van frenar el contraatac Chu, de manera que Han va haver de l'oportunitat de retornar a la seva posició ofensiva i derrotar l'exèrcit Chu. Reclòs en el campament de Gaixian, Xian Yu va creure que tot el seu regne havia estat envaït al sentir les cançons Chu des dels regiments de Han. Desesperat, va fugir cap al sud amb una escorta de 800 genets, però va ser acorralat en la riba nord del Iang-tsé, on es va llevar la vida tallant-se el coll.

## Conseqüències
La desaparició de Xiang Yu va permetre a Liu Bang apoderar-se del tron imperial i establir la seva dinastia, Han. A diferència de Xiang Yu que va defensar una confederació de regnes regionals autònoms, Liu Bang i els seus hereus van crear un estat imperial centralitzat. La dinastia Han es va mantenir fins a l'any 220, i el sistema imperial xinès fins al 1912.